# Lauriomyces bellulus
Lauriomyces bellulus är en svampart som beskrevs av Crous & M.J. Wingf. 1994. Lauriomyces bellulus ingår i släktet Lauriomyces, divisionen sporsäcksvampar och riket svampar.   Inga underarter finns listade i Catalogue of Life.